# جورج رودولف بومر
جورج رودولف بومر (بالألمانية: Georg Rudolf Böhmer)‏ (و. 1723 – 1803 م) هو عالم نبات، وأستاذ جامعي، وعالم حشرات من الإمبراطورية الرومانية المقدسة . ولد في لغنيتسا .
توفي في فيتنبرغ ، عن عمر يناهز 80 عاماً.